# Мукашев, Сайлау Толегалиевич
Сайлау Толегалиевич Мукашев (род. 1 декабря 1950, Акжаикский район, Западно-Казахстанская область, Казахская ССР) — советский борец, бронзовый призер чемпионата СССР 1973 года, Спартакиады народов СССР[уточнить], двукратный победитель международных турниров. Мастер спорта СССР.
Воспитанник тренера Лугата Жумахановича Утешева. Представлял спортивное общество «Кайрат» и город Алма-Ата.
На чемпионате СССР 1973 года завоевал бронзовую медаль в наилегчайшем весе. Двукратный победитель турнира памяти Али Алиева.
После окончания спортивной карьеры работал тренером в сборной Западно-Казахстанской области.